# 자기책임의 원리
자기책임의 원리는 헌법상 원리로 법치주의에 당연히 내재하는 원리로서 인간의 자유와 유책성, 그리고 인간의 존엄성을 반영한 것이며, 헌법 제13조 제3항(연좌제의 금지)에 표현되어 있다. 과실책임의 원칙이라고도 한다.

## 참고 문헌
- 권건보, 연좌제금지와 자기책임의 법리, 고시계 제56권 제8호 통권654호 (2011년 8월) pp.8-19 1228-3339